# Vjeverice
Vjeverice je zajednički naziv za životinje iz porodice Sciuridae, iz reda glodavaca. 
Tipičan predstavnik ove porodice su vjeverice s dugačkim repom, koje naseljavaju Europu, Aziju i Ameriku. Također, u porodici Sciuridae su i leteće vjeverice, dok leteće vjeverice iz porodice Anomaluridae koja naseljavaju Afriku nisu iz ove skupine. Najpoznatija vrsta vjeverice je Crvena vjeverica.

## Opis
Živi u šumama, parkovima, vrtovima, aktivna je danju (nekad i noću!), dobro se penje i skače. U krošnjama gradi nekoliko loptastih gnijezda u kojima skriva hranu i mlade. Ne spava pravi zimski san (povremeno se budi).
Prehranjuje se bobicama, plodovima, gljivama, jajima, sjemenkama, mladim pticama
I raznim orašastim plodovima

## Rasprostranjenost
U Europi žive samo dvije vrste vjeverica-siva i crvena vjeverica.
Na svijetu je poznato oko 200 vrsta vjeverica. No, uz crvenu vjevericu, koja je do 70-ih godina prošlog stoljeća bila jedini stanovnik Europe, na starom kontinentu odnedavna viđamo i sivu. Prvi primjerci, uvezeni iz Sjeverne Amerike, pušteni su u Italiji, da bi se u posljednjih 50-ak godina nevjerojatno proširili i ugrozili opstanak zaštićene crvene vjeverice. 
Zbog kitnjasta, uspravno položena repa te gotovo ljudskog izgleda dok sjede na stražnjim šapama i grickaju hranu, ti glodavci svima su dobro znani i često se mogu vidjeti u parkovima u naseljima. Sive vjeverice ljeti često zadobiju svijetlo smećkastocrvenu nijansu, posebno na leđima i bokovima pa ih je lako zamijeniti s crvenima. Crvene, pak, za zimskih mjeseci imaju dlakave čuperke na vrhovima uški koje sive vjeverice nemaju nikada. 
Obje vrste vjeverica vole lješnjake. No, sivih je više pa su i proždrljivije, premda bi se mogle zadovoljiti i žirovima koje crvene ne vole, jer ih ne mogu dobro probaviti. Ni jedna vrsta vjeverica ne hibernira, iako su manje aktivne, pa je u hladnim zimama u prednosti siva vjeverica koja nakupi znatno deblji sloj zaliha masti. U Velikoj su Britaniji lokalne populacije crvenih vjeverica nestale u samo 15 godina nakon dolaska sivih vjeverica.
Kad pronađe lješnjak, vjeverica najprije provjeri je li jestiv, no ponekad ga ne pojede odmah već spremi u spremište hrane za crne dane. Mirisnim žlijezdama na usnama vjeverica označava hranu, koju će zakopati što je dublje moguće, na mekanu terenu, a potom, uzdignuta repa, krenuti u novu potragu. Miris lješnjaka osjetit će čak i pod snježnim pokrivačem.